# Leonid Leonidovič Sabaneev
Leonid Leonidovič Sabaneev, in russo Леонид Леонидович Сабанеев?, traslitterato anche come Leonid Leonidovich Sabaneyev (Mosca, 1º novembre 1881 – Antibes, 3 maggio 1968), è stato un musicologo, critico musicale e compositore russo.

## Biografia
Studiò musica come allievo di Nikolai Rimsky-Korsakov, Sergei Taneyev, Nikolai Zverev e Paul de Schlözer al Conservatorio di Mosca. Conseguì il diploma di matematica e fisica  all'Università di Mosca nel 1908.  Compose alcune opere iniziali, come la musica incidentale dell'Edipo Re (1889), una marcia funebre in memoria di Beethoven, due trii (incluso un trio-improvviso per violino, violoncello e pianoforte, op. 4), e brani per pianoforte (compresa una Sonata Op. 15) nonché canzoni.
In particolare approfondì gli studi su Alexander Scriabin, diventando un'autorità su questo compositore. Il suo primo libro su Scriabin venne pubblicato nel 1916. Oltre alle sue opere originali, egli trascrisse il poema Prometeo di Scriabin per due pianoforti.
Fondò l'Istituto di Musicologia di Mosca. Era sia un conservatore che un progressista; fra le sue idee si annovera quella di una scala che comprende 53 note e l'auspicio di realizzare un "Laboratorio di scienza esatta della Musica".
Lasciò la Russia nel 1926, dopo aver pubblicato una Storia della musica russa. Nei suoi ultimi anni ha vissuto a Parigi, Londra e negli Stati Uniti. Le sue opere musicologiche di questo periodo comprendono Compositori russi moderni(1927), una monografia su Taneyev (1930), e Musica per films (1935). Fra i suoi allievi di Parigi si contano i compositori svedesi Dag Wirén e Gösta Nystroem.
Le sue tarde opere musicali includono un balletto, un poema sinfonico e l'oratorio L'Apocalisse di San Giovanni (1940). Scrisse inoltre Variazioni su un Tema di Scriabin.
Morì ad Antibes, in Francia, nel 1968

## Principali composizioni
- Due trio per violino, violoncello e pianoforte (1907 e 1924)
- Sonata per violino e pianoforte
- Sonata in memoria di Scriabin (1924)
- Chaconne (per orchestra) (1930)
- Balleto Aviatrice (1928)
- Epopeia tragica per orchestra (1928)
- Flots d'azur (poema sinfonico) (1936)
- Passacaglia (per orchestra) (1935)
- Suite per due pianoforti (1938)
- Apocalisse (per solisti, coro, organo e orchestra) (1940)
- Molte romanze per voce e pianoforte
- Molti piccoli pezzi per pianoforte